# Diseño social
Existen al menos tres acepciones para el término diseño social: la que apela a la responsabilidad social del profesional, la que pone en valor la dimensión económico-social de su trabajo, en campos como el diseño de productos (industriales y artesanales), de servicios, de sistemas (incluidos los sociales), arquitectura, urbanismo, comunicación... entre otros y la que pretende convertir la actividad del diseño de empresas y organizaciones en general (incluidas las estructuras sociales) en una actividad científica.
Así, el término 'diseño social' tiene matices diferentes según el contexto dónde se utilice:
- Dentro del mundo del diseño.
- Dentro del activismo social y político.
- Dentro de la investigación científica  Archivado el 14 de julio de 2016 en Wayback Machine. . Comienza a utilizarse en este campo la expresión "Diseño Organizativo de la Sociedad" (DOS)  en un intento de clarificación.

La clasificación planteada tiene terrenos comunes ya que las líneas divisorias no son rígidas. Analizamos a continuación los tres contextos mencionados.

## Dentro del mundo del Diseño
Cuando la pensamos en diseño, imaginamos productos para ser vendidos, fabricados por una industria y dirigidos a los consumidores. Pero muchos diseñadores han aprendido que es necesaria la “responsabilidad social” en la práctica del diseño. Es decir, un diseño orientado hacia las personas, que busca trabajar para y por las personas, y que tenga algo más que el beneficio de una transacción de compraventa de servicios. 
Víctor Papanek planteó que los diseñadores y los profesionales creativos tienen su parte de responsabilidad social pues su actividad puede implicar cambios en el mundo real, según hagan buen o mal diseño. Papanek escribe sobre diseño responsable; por ejemplo, los diseñadores pueden contribuir a diseñar productos más ecológicos, seleccionando cuidadosamente los materiales que utilizan o puede diseñarse para satisfacer las necesidades antes que para satisfacer deseos; además, un diseño responsable debe ocuparse de proyectar para el Tercer mundo. Los diseñadores tienen responsabilidad sobre las opciones que hacen en los procesos del diseño.
Víctor Margolin contribuye al desarrollo de la definición del diseño social como aquella actividad productiva que intenta desarrollar el capital humano y social al mismo tiempo que productos y procesos provechosos; así el diseñador debe prever y dar forma a productos materiales e inmateriales que pueden resolver problemas humanos en amplia escala y contribuir al bienestar social. Esta forma de pensar está siendo construida por las corrientes que ponen el énfasis en el diseño social. En esta visión el diseño social es una actividad profesional y económica, por eso no se debe enmarcar en el mundo de la caridad ni del trabajo voluntario, sino que debe ser vista como una contribución profesional que ha de tenerse en cuenta en el desarrollo económico local.
Puede diferenciarse el MERCADO de los CAMPOS DE ACCIÓN. El primero es aquel entorno comercial en el que se intercambian productos y servicios con un interés rentable como prioridad, a veces a costa de la moral, el medioambiente o la injusticia social. Los Campos de Acción, por otro lado, son aquellos terrenos en los que el diseñador (gráfico, industrial, textil o audiovisual) puede inmiscuirse priorizando el equilibrio entre la economía, la sociedad y el ambiente. No significa dejar de ganar dinero, sino de hacerlo incluyendo otros aspectos más integradores y virtuosos. Muy por el contrario de lo que puede pensarse, el Diseño Social exige un entrenamiento y una visión estratégica afinada para poder contemplar todos los factores y actores involucrados en un producto, sin olvidar ninguna arista. El Diseño Social suele trabajarse en interdisciplina y, como se dijo, con visión estratégica. El Diseño “a secas” muchas veces pierde la perspectiva de uso, durabilidad, rentabilidad, impacto en el ambiente y en la sociedad, y muchos otros aspectos. La “Gestión Estratégica del Diseño” (GED) surge como redefinición de la tarea convencional del diseñador, a veces de mirada más estrecha: la visión integradora es la diferencia.

## Activismo estético, social y político
Se agrupan en este epígrafe dos ítems que destacan por el hincapié que efectúan en la acción, difusión y/o debate de las propuestas.

### Estético
Hay un número creciente de artistas que utilizan el “diseño social” para describir su trabajo. .
Por “activismo estético” pueden tenerse diversas interpretaciones, pero en un sentido general podría definirse en una manera de pensar y plasmar las ideas con una concepción renovada y aggiornada acorde a los cambios del Planeta y las necesidades más urgentes. Han aparecido muchos artistas que realizan esculturas con desechos, de una calidad impresionante y sin perder los valores estéticos convencionales del arte. Muchas estatuas de bronce se realizan a partir de la fundición de piezas más pequeñas rescatadas de hogares o industrias que las desusan. El cambio de mentalidad y estético no solo está en los materiales elegidos, sino también en las temáticas: cualquiera que promueva la igualdad, el equilibrio y los valores humanos. El espectador puede pasar a convertirse en un miembro activo de la realización de la obra, como por ejemplo en el Panteón de Libros Prohibidos, realizado por Marta Minujin sobre la base de libros donados y usados como “ladrillos” de la obra. Muchos artistas y hasta ayuntamientos realizan demostraciones de arte en sus ciudades con edificios, estatuas o monumentos pero que han implicado costos altísimos para la función que cumplen, o una decisión arrebatada sin considerar el entorno. Un estudio de los recursos a disposición es imprescindible. De este modo, las obras se vuelven más “genuinas” (“arte honesto”) porque no tienen dobles intenciones de reconocimiento o popularidad del autor, sino que su génesis es un sincero amor a lo que se hace y al aporte que puede representar. Una obra artística excesivamente costosa puede ser más una demostración de fastuosidad que un auténtico amor al arte y lo que éste genera en el espectador: movilizar el alma (tal como lo diría Kandinsky). En ese sentido, Wassily Kandinsky (1866-1944) es un pionero en la esencia del arte por sobre la forma material concreta: lo que importa es lograr el efecto en el corazón del destinatario.

### Social y Político
La Sociedad es una realidad artificial y por lo tanto se puede cambiar, en gran parte y de forma brusca o paulatina, por las personas organizadas ( en empresas, en Universidades, en Institutos, en Sindicatos, en partidos políticos, en organizaciones sin ánimo de lucro...). En esta visión el diseño social es una realidad ineludible; existe y las personas lo modifican, tanto si la gente lo reconoce como si no lo reconoce.
El diseño social requiere habilidades que abren el proceso creativo a la participación colectiva para una cultura que imagina y realiza su propio futuro. Ese es el corazón de esta nueva y poderosa herramienta para los negocios. Al igual que las empresas necesitan productos y procesos sostenibles, tienen que incluir la sostenibilidad de las personas con las que se relacionan y de la sociedad para tener éxito. Por suerte, hay cada vez más ejemplos de compañías que están cambiando el juego a su favor mediante el uso del diseño social.

El concepto está vivo, en evolución. Nace en contraposición al concepto de diseño orientado a fines meramente comerciales. Pero no tienen por qué ser términos opuestos. Necesitamos explorar qué conceptos y métodos podemos aplicar a soluciones concretas, así como qué tipo de metodología debe sustentar el diseño social. Sin fórmulas cerradas. El diseño social consiste en dejar de crear nuevas necesidades en el consumidor y empezar a crear soluciones.
María Hidalgo EN+: Diseño social para “cambiar las cosas en vez de protestar”

## Dentro de la actividad científica

### Pensamiento estratégico
Otro punto de partida para delimitar lo que se entiende por diseño social es desde el punto de vista del pensamiento estratégico. Aplicado a comunidades o grupos de interés, incluye la creación de objetivos y la ejecución de las acciones para lograrlos, por parte de los miembros mismos. Así, por ejemplo, tradición y economía de mercado pueden ser colocados en interacción y colaborar en vez de competir. Como Amartya Sen señala, la pobreza puede considerarse como privación de capacidades; al centrarse en capacidades y no en la renta (generación de ingresos) —por ejemplo—, Amartya Sen sugiere que el desarrollo de variados aspectos sociales pueden contribuir al desarrollo general. La planificación estratégica urbana es un caso particular de pensamiento estratégico y plantea un interesante caso de estudio de Diseño Social aplicado a las formas de gobernar una ciudad, un área/región metropolitana.

### Investigación científica sobre Diseño social
Aceptado y asumido el hecho de que las sociedades humanas han sido diseñadas por las personas, se plantean los actores en este campo aplicar la metodología científica generalmente aceptada así como herramientas contrastadas ya en otros ámbitos, para modelizar formas de gobierno existentes —empresas, ciudades...— e ir extrayendo una teoría más general. Al respecto puede consultarse la conferencia dictada por Jay W. Forrester  en la Universidad de Sevilla .
Se intentó lanzar un Plan de investigación  que debería de trabajar sobre la gobernanza de las ciudades, profundizando en la utilización de la Ecuaciones estructurales incluido el análisis del camino y Sistemas dinámicos, el método analítico jerárquico de Thomas Saaty, el empleo de indicadores, el estudio de la complejidad complejidad y de forma paralela los trabajos cualitativos —Delphi- y cuantitativos— Likert. En definitiva, se trata de seguir aproximando la técnica al diseño del gobierno de las grandes ciudades y áreas metropolitanas, al estudio, aprobación y modificación de Leyes, limitando conscientemente la utilización del lenguaje natural y esforzándose para potenciar la aproximación desde una perspectiva basada en una teoría, en datos cuantitativos y cualitativos, en cálculos, en la comparación de los diferentes escenarios posibles. Resulta muy duro que el Diseño Social reconocido sea casi inexistente, mientras que el diseño industrial, arquitectónico, informático... etc., está tan evolucionado tecnológicamente. 
Ha habido intentos infructuosos de promover la colaboración utilizando la tecnología Wiki 

## Organizaciones
- International network on sustainable design

- ONG internacional de Diseño Social en habla hispana

- Red de Diseñadores con Conciencia Social